# Liste des monuments historiques nationaux de la province de Tucumán
Cet article recense les monuments historiques de la province de Tucumán, en Argentine.

## Liste
| Monument | Commune               | Adresse | Coordonnées                        | Loi                               | Notice | Catégorie                               | Date | Illustration                                             |
| --- | --------------------- | --- | ---------------------------------- | --------------------------------- | ------ | --------------------------------------- | ---- | -------------------------------------------------------- |
| Église du Sacré-Cœur de Trancas                                                                              | Trancas               | | à géolocaliser                     | Décret no 862                     | 983    | Monument historique                     |      | Image manquante Téléverser                               |
| Ramada de Abajo                                                                                              | Burruyacu             | | à géolocaliser                     | Décret no 4014                    | 984    | Lieu historique                         |      | Image manquante Téléverser                               |
| Chapelle de Chicligasta                                                                                      | Chicligasta           | A 73 km. de la Capital por Ruta Nac. N° 157, a 15 km. de la Ruta Prov. N°328                                            | à géolocaliser                     | Décret no 98076                   | 985    | Monument historique                     |      | Image manquante Téléverser                               |
| Villa de Medinas                                                                                             | Chicligasta           | | à géolocaliser                     | Loi no 25213                      | 986    | Village historique                      |      | Image manquante Téléverser                               |
| Ingenio "El Paraíso"                                                                                         | Cruz Alta             | | à géolocaliser                     | Décret no 3364                    | 987    | Lieu historique                         |      | Image manquante Téléverser                               |
| Chapelle Saint-Ignace de Graneros                                                                            | Graneros              | 121 km. al Sur de la Ciudad de San Miguel de Tucumán por Ruta Nac. N°38                                                 | à géolocaliser                     | Décret no 98076                   | 988    | Monument historique                     |      | Image manquante Téléverser                               |
| Chapelle de San José de Lules                                                                                | Lules                 | | à géolocaliser                     | Décret no 14119                   | 989    | Monument historique                     |      | Image manquante Téléverser                               |
| Église Notre-Dame-de-la-Merci de Medinas                                                                     | Medinas               | | à géolocaliser                     | Loi no 25149/99, décret no 974/99 | 990    | Monument historique                     |      | Image manquante Téléverser                               |
| Camarín de la Vierge de la Merci dans la basilique Notre-Dame-de-la-Merci                                    | San Miguel de Tucumán | 24 de Septiembre 253 | à géolocaliser                     | Décret no 9059/57                 | 991    | Monument historique                     | 1957 | Image manquante Téléverser                               |
| Campo de las Carreras (Batalla de Tucumán)                                                                   | San Miguel de Tucumán | | à géolocaliser                     | Décret no 98076                   | 992    | Lieu historique                         |      | Image manquante Téléverser                               |
| Maison de l'évêque José E. Colombres                                                                         | San Miguel de Tucumán | Finca de El Bajo, parque 9 de Julio                                                                                     | à géolocaliser                     | Décret no 98076                   | 993    | Monument historique                     |      | Image manquante Téléverser                               |
| Maison historique de Tucumán                                                                                 | San Miguel de Tucumán | Congreso 141 | 26° 50′ 00″ sud, 65° 12′ 12″ ouest | Décret no 98076                   | 994    | Monument historique                     | 1941 | Maison historique de Tucumán                             |
| Maison natale de Nicolás Avellaneda                                                                          | San Miguel de Tucumán | Congreso 52 | à géolocaliser                     | Décret no 98076                   | 995    | Monument historique                     |      | Image manquante Téléverser                               |
| Maison Padilla                                                                                               | San Miguel de Tucumán | 25 de Mayo 36 | à géolocaliser                     | Loi no 25515                      | 996    | Monument historique                     |      | Image manquante Téléverser                               |
| Casco Urbano original de la ciudad de San Miguel de Tucumán                                                  | San Miguel de Tucumán | | à géolocaliser                     | Loi no 25275                      | 997    | Ville historique                        |      | Image manquante Téléverser                               |
| Cathédrale de San Miguel de Tucumán                                                                          | San Miguel de Tucumán | 24 de Septiembra 410 | 26° 49′ 53″ sud, 65° 12′ 12″ ouest | Décret no 98076                   | 998    | Monument historique                     |      | Cathédrale de San Miguel de Tucumán                      |
| Couvent de San Francisco                                                                                     | San Miguel de Tucumán | 25 de Mayo 130 y San Martín 501                                                                                         | à géolocaliser                     | Décret no 325                     | 999    | Monument historique                     |      | Image manquante Téléverser                               |
| Tombe de Lola Mora                                                                                           | San Miguel de Tucumán | Cimetière de l'ouest | à géolocaliser                     | Décret no 316                     | 1000   | Tombe                                   |      | Image manquante Téléverser                               |
| Tombe de Domingo Martínez Muñecas                                                                            | San Miguel de Tucumán | Cimetière de l'ouest | à géolocaliser                     | Décret no 316                     | 1001   | Tombe                                   |      | Image manquante Téléverser                               |
| Gare ferroviaire de San Miguel de Tucumán                                                                    | San Miguel de Tucumán | Marco Avellaneda 100 | 26° 49′ 12″ sud, 65° 12′ 37″ ouest | Loi no 25512                      | 1002   | Monument historique                     |      | Gare ferroviaire de San Miguel de Tucumán                |
| Poste centrale                                                                                               | San Miguel de Tucumán | Esquina de 25 de Mayo y Córdoba                                                                                         | à géolocaliser                     | Loi no 26054                      | 1003   | Monument historique                     |      | Image manquante Téléverser                               |
| Musée provincial des Beaux-Arts de San Miguel de Tucumán                                                     | San Miguel de Tucumán | 9 de Julio 44 | 26° 49′ 54″ sud, 65° 12′ 17″ ouest | Loi no 25514                      | 1004   | Monument historique                     |      | Musée provincial des Beaux-Arts de San Miguel de Tucumán |
| Fray José M.Perez                                                                                            | San Miguel de Tucumán | Couvent Santo Domingo                                                                                                   | à géolocaliser                     | Décret no 2236                    | 1005   | Tombe                                   |      | Image manquante Téléverser                               |
| Tombe du général Gregorio Aráoz de Lamadrid                                                                  | San Miguel de Tucumán | Cathédrale de Tucumán                                                                                                   | à géolocaliser                     | Décret no 2236                    | 1006   | Tombe                                   |      | Image manquante Téléverser                               |
| Basilique Notre-Dame-de-la-Merci                                                                             | San Miguel de Tucumán | | 26° 49′ 54″ sud, 65° 12′ 05″ ouest | Décret no 4959/97                 | 1007   | Lieu historique                         | 1997 | Basilique Notre-Dame-de-la-Merci                         |
| Tombe de José E. Colombres                                                                                   | San Miguel de Tucumán | Cathédrale de Tucumán                                                                                                   | à géolocaliser                     | Décret no 2236                    | 1008   | Tombe                                   |      | Image manquante Téléverser                               |
| Manzana de las calles San Martin, 25 de Mayo, Mendoza y Muñecas                                              | San Miguel de Tucumán | San Martín, 25 de Mayo, Mendoza y Muñecas                                                                               | à géolocaliser                     | Décret no 325                     | 1009   | Lieu historique                         |      | Image manquante Téléverser                               |
| Musée folklorique « général Manuel Belgrano »                                                                | San Miguel de Tucumán | 24 de Septiembre 565 | à géolocaliser                     | Loi no 25516                      | 1010   | Monument historique                     |      | Image manquante Téléverser                               |
| Parc du 9 juillet                                                                                            | San Miguel de Tucumán | Entre les avenues Gobernador del Campo (Norte), Coronel Suárez (Este), Benjamín Aráoz (Sur) et De los Próceres (Oeste). | à géolocaliser                     | Décret no 437                     | 1011   | Lieu historique                         |      | Parc du 9 juillet                                        |
| Parroquia de la Victoria y Santuario de Nuestra Señora de La Merced                                          | San Miguel de Tucumán | | à géolocaliser                     | Loi no 25042                      | 1012   | Lieu historique                         |      | Image manquante Téléverser                               |
| Tombe de Pedro León Gallo                                                                                    | San Miguel de Tucumán | Cimetière de l'ouest | à géolocaliser                     | Décret no 316                     | 1013   | Tombe                                   |      | Image manquante Téléverser                               |
| Primitivo Templo de la Merced en San Miguel de Tucumán                                                       | San Miguel de Tucumán | 24 de Septiembre 253 | à géolocaliser                     | Décret no 687                     | 1014   | Monument historique                     |      | Image manquante Téléverser                               |
| Tombe d'Ignacio Colombres                                                                                    | San Miguel de Tucumán | Cimetière de l'ouest | à géolocaliser                     | Décret no 316                     | 1015   | Bien d'intérêt historique et artistique |      | Image manquante Téléverser                               |
| Tombe de Lucas Córdoba                                                                                       | San Miguel de Tucumán | Cimetière de l'ouest | à géolocaliser                     | Décret no 316                     | 1016   | Bien d'intérêt historique et artistique |      | Image manquante Téléverser                               |
| Tombe de Silvano Bores                                                                                       | San Miguel de Tucumán | Cimetière de l'ouest | à géolocaliser                     | Décret no 316                     | 1017   | Tombe                                   |      | Image manquante Téléverser                               |
| Église Saint-François                                                                                        | San Miguel de Tucumán | | à géolocaliser                     | Décret no 4938                    | 1018   | Monument historique                     |      | Image manquante Téléverser                               |
| Estancia jésuite de La Banda                                                                                 | Tafí del Valle        | Por ruta Nacional Nº 38 y Provincial Nº 307, a 107 km de San Miguel de Tucumán.                                         | à géolocaliser                     | Décret no 24                      | 1019   | Monument historique                     |      | Image manquante Téléverser                               |
| Viaduc de Saladillo                                                                                          | Tafí Viejo            | | à géolocaliser                     | Loi no 25270                      | 1020   | Patrimoine historique                   |      | Image manquante Téléverser                               |
| Menhirs des sites archéologiques de « El Mollar », « El Potrerillo », « Rodeo Grande » et « Tafí del Valle » |                       | Valle de Tafí | à géolocaliser                     | Loi no 24262                      | 1021   | Lieu historique                         |      | Image manquante Téléverser                               |
| Christ Rédempteur de Tucumán                                                                                 | Yerba Buena           | Cerro San Javier | à géolocaliser                     | Loi no 25417                      | 1022   | Bien d'intérêt historique et artistique |      | Image manquante Téléverser                               |